# Camponotus triton
Camponotus triton är en myrart som beskrevs av Wheeler 1934. Camponotus triton ingår i släktet hästmyror, och familjen myror. Inga underarter finns listade.